# Słutowo (przystanek kolejowy)
Słutowo – zlikwidowany przystanek kolejowy w Słutowie, w województwie zachodniopomorskim, w Polsce.

## Połączenia
- Kalisz Pomorski
- Stargard
- Szczecin